# Jacques Kallis
Jacques Henry Kallis (* 16. Oktober 1975 in Kapstadt) ist ein südafrikanischer Cricketspieler. Im Jahr 2005 wurde er sowohl zum ICC Player of the Year als auch zum ICC Test Player of the Year gewählt. Im Jahr 2007 wurde er zum Wisden Leading Cricketer in the World gewählt.

## Karriere
Jacques Kallis feierte sein Testdebüt im Dezember 1995 gegen England in Durban. Er ist der einzige südafrikanische Cricketspieler, der mehr als 10.000 Runs bei Testspielen erzielt hat. Zudem ist er neben Dudley Nourse, Graeme Pollock und Graeme Smith einer von vier südafrikanischen Cricketspielern, die einen Durchschnitt von mindestens 50 Runs pro Wicket bei Tests erreichten. Jacques Kallis ist zudem der einzige südafrikanische Cricketspieler, der insgesamt mehr als 10.000 Runs bei One-Day International Matches (ODIs) erzielen konnte. Damit ist er neben Rahul Dravid, Brian Lara, Ricky Ponting und Sachin Tendulkar einer von nur fünf Cricketspielern, die bei Tests und bei ODIs mindestens 10.000 Runs erzielen konnten. Kallis ist nicht nur ein hervorragender Batsman, sondern auch ein sehr guter All-rounder. Er ist der einzige Cricketspieler, der sowohl bei Testspielen als auch bei ODIs 10.000 Runs und 250 Wickets erreichen konnte. Jacques Kallis nahm mit dem südafrikanischen Team an fünf Cricket-Weltmeisterschaften (1996, 1999, 2003, 2007 und 2011) teil.